# Robin (piosenkarz)
Robin, wł. Robin Packalen (ur. 24 sierpnia 1998 w Turku) – fiński piosenkarz.
W 2008 zwyciężył w konkursie wokalnym Staraskaba. W 2009 uczestniczył na festiwalu „Nowa Fala” w Moskwie. Zadebiutował na rynku fonograficznym w 2012, wydał pięć albumów studyjnych: Koodi (2012), Chillaa (2012), Boom Kah (2013), 16 (2014) i Yhdessä (2015).
Laureat Europejskiej Nagrody Muzycznej MTV dla najlepszego fińskiego wykonawcy (2012).

## Kariera muzyczna
Mając 10 lat, zwyciężył w konkursie wokalnym Staraskaba 2008. W 2009 reprezentował Finlandię na młodzieżowym festiwalu „Nowa Fala” w Moskwie, gdzie wystąpił przed 100 milionami widzów.

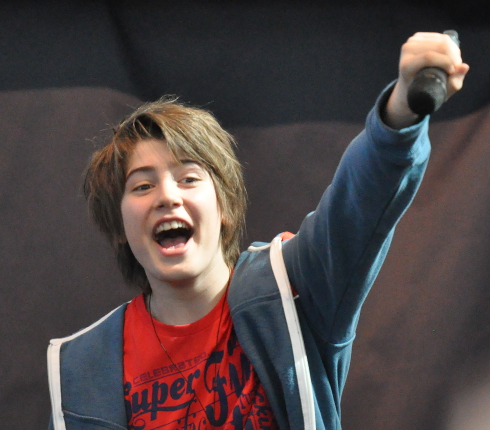
Robin Packalen podczas koncertu w centrum handlowym Jumbo, 2012

W styczniu 2012 wydał debiutancki singiel „Frontside ollie”, który stał się przebojem w kraju i dotarł do pierwszego miejsca fińskiej listy przebojów. 22 lutego wydał debiutancki album studyjny, zatytułowany Koodi, który został sprzedany w ponad 100 tys. egzemplarzy w kraju, uzyskując status pięciokrotnej platynowej płyty. 5 października zaprezentował drugi album studyjny pt. Chillaa, z którym zadebiutował na pierwszym miejscu listy najchętniej kupowanych płyt w kraju. Został laureatem Europejskiej Nagrody Muzycznej MTV dla najlepszego fińskiego wykonawcy.
Pod koniec sierpnia 2013 wydał singiel „Boom Kah”, który nagrał z gościnnym udziałem Mikaela Gabriela i Uniikki. Utwór znalazł się na jego trzecim albumie studyjnym o tym samym tytule, który wydał na początku października. Z płytą zadebiutował na szczycie listy sprzedaży w kraju. Na drugi singiel promujący płytę wybrał utwór „Erilaiset”, z którym dotarł na szczyt fińskiej listy przebojów. 11 marca 2014 wydał album pt. Boombox, zawierający remiksy jego piosenek. Wydawnictwo zadebiutowało na pierwszym miejscu listy najczęściej kupowanych płyt w kraju.

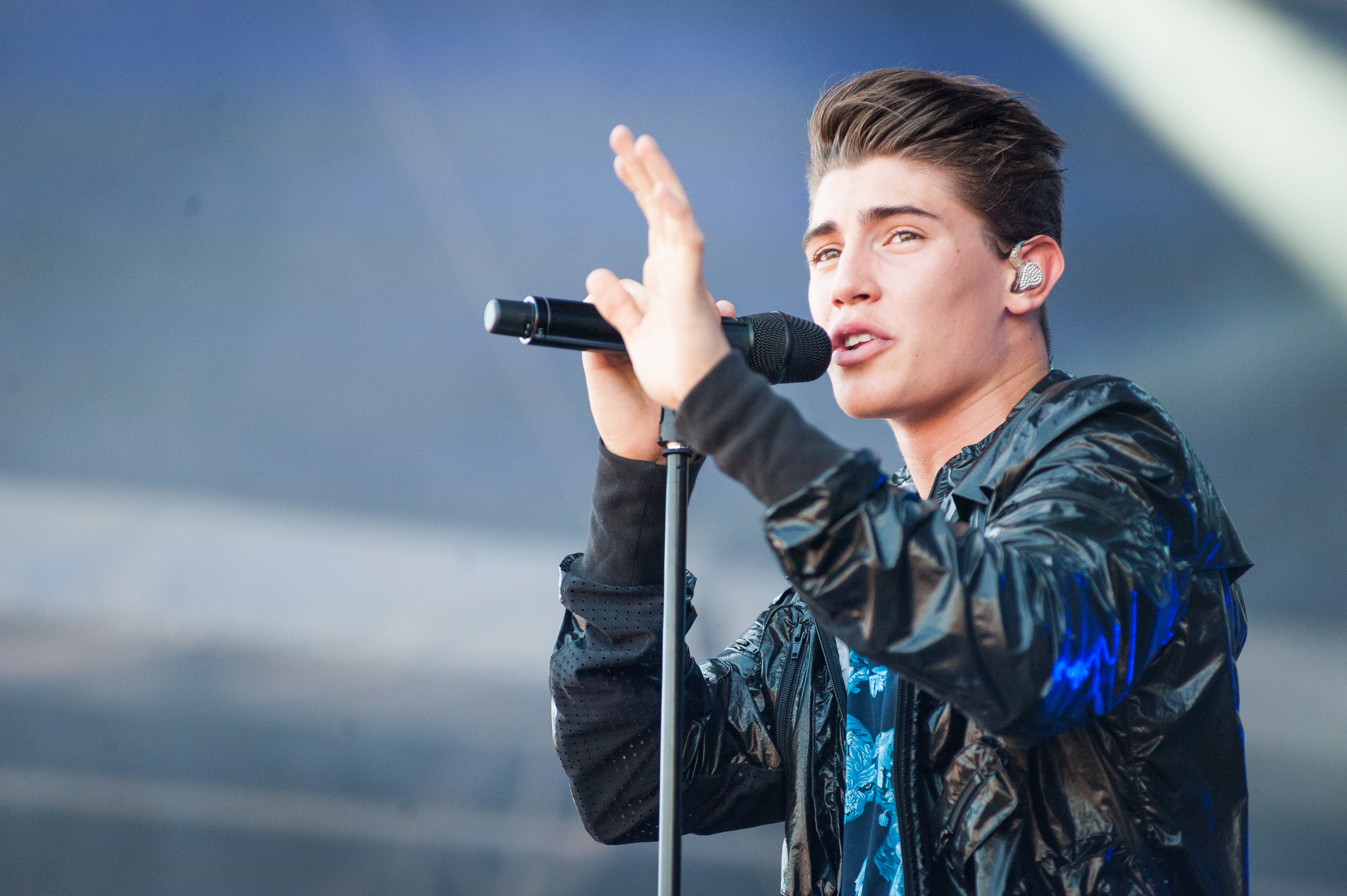
Robin Packalen podczas występu na festiwalu Ilosaarirock w Joensuu, 18 lipca 2015

22 września 2014 zaprezentował czwarty album studyjny pt. 16. Był nominowany do zdobycia Europejskiej Nagrody Muzycznej MTV dla najlepszego fińskiego wykonawcy. 9 października 2015 zaprezentował piąty album studyjny pt. Yhdessä, zawierający 12 utworów, które nagrał z gościnnym udziałem wykonawców, takich jak Tommy Lindgren, Mikael Gabriel czy Vesku Loiri. Po raz trzeci był nominowany do zdobycia Europejskiej Nagrody Muzycznej MTV dla najlepszego fińskiego wykonawcy. 27 października 2017 wydał pierwszy album kompilacyjny pt. Me tehtiin tää 2012–2017, na którym umieścił największe przeboje w dotychczasowym dorobku. Również w 2017 zdobył czwartą nominację do zdobycia Europejskiej Nagrody Muzycznej MTV dla najlepszego fińskiego wykonawcy. Niedługo później zawiesił działalność muzyczną.
W lutym 2019 zapowiedział wznowienie kariery i wydał singiel „I’ll Be with You”, na którym gościnnie udzielili się Kovee i Joznez. Po raz piąty zdobył nominację do Europejskiej Nagrody Muzycznej MTV dla najlepszego fińskiego wykonawcy. W styczniu 2023 został ogłoszony jednym z finalistów programu Uuden Musiikin Kilpailu 2023 wyłaniającego reprezentanta Finlandii w Konkursie Piosenki Eurowizji, do którego zgłosił się z utworem „Girls Like You”.

## Dyskografia
- Koodi (2012)
- Chillaa (2012)
- Boom Kah (2013)
- 16 (2014)
- Yhdessä (2015)